# Верх-Карагуж
Верх-Карагуж (рос. Верх-Карагуж) — село Маймінського району, Республіка Алтай Росії. Входить до складу Маймінського сільського поселення.
Населення — 491 особа (2015 рік).